# Alexis Le Rossignol
Pour les articles homonymes, voir Rossignol (homonymie).
Alexis Le Rossignol, né le 28 juillet 1984 dans le département des Deux-Sèvres, est un auteur et  humoriste français connu pour ses chroniques sur France Inter dans l’émission La Bande originale, sa chaîne vidéo YouTube, son compte Twitter et ses spectacles humoristiques.

## Biographie
Alexis Le Rossignol naît dans le département des Deux-Sèvres le 28 juillet 1984 et grandit à Nueil-les-Aubiers.
À l'occasion d'un échange Erasmus, il part en 2007 au Mexique. À Mexico, il est successivement vendeur d'imprimantes pour une société française, commercial pour une start-up du web, distributeur de vin et de fromages, propriétaire d'une crêperie puis pâtissier ambulant sur des marchés. Il revient en France en 2016.
Aujourd’hui humoriste, Alexis Le Rossignol développe un style décalé, nonchalant et faussement naïf au point qu'il provoque parfois certaines incompréhensions,.
À travers ses sketchs, il aspire également à être une voix de la France rurale et profonde « dont personne ne veut entendre parler ».

## Activités artistiques

### Humoriste de stand-up

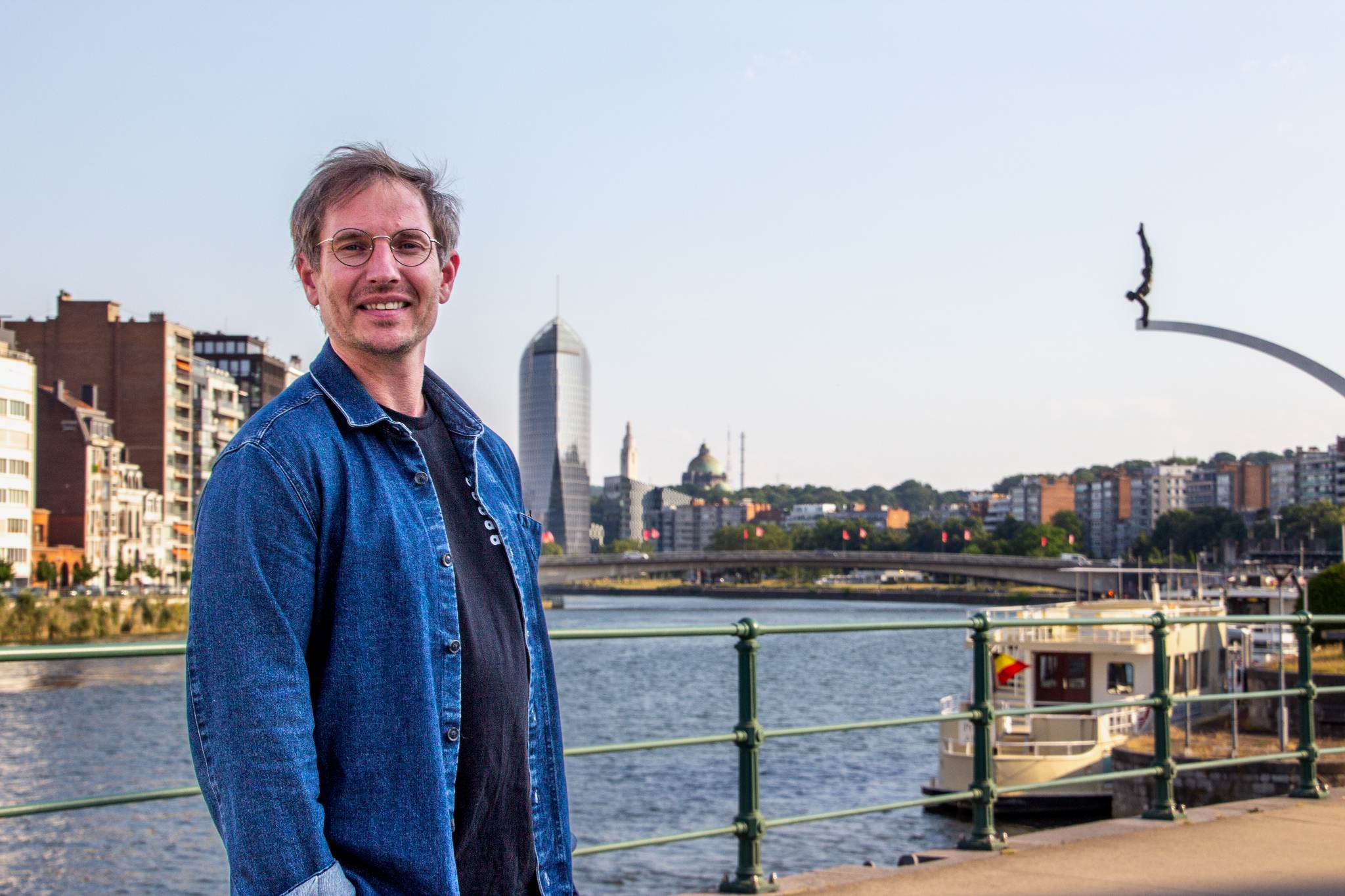
Breizh Tour Liège

Il découvre le stand-up au Mexique en 2013 en assistant à un spectacle spontané dans un bar. Il décide d'en faire son métier et débute au Mexique, en langue espagnole. Se considérant limité par l'exercice du stand-up dans une langue étrangère, il décide de rentrer en France. Il se produit sur de nombreuses petites scènes avant de remporter des prix dans des festivals qui lui permettent de se faire remarquer et de pouvoir jouer dans des salles comme l'Olympia en juin 2018. Depuis janvier 2019, il joue son spectacle au Théâtre du Point-Virgule.
En 2021, il crée son festival humoristique estival ambulant le Breizh Comedy Tour. Accompagné d'autres humoristes, il parcourt la Bretagne et propose des spectacles sur une scène éphémère. Avec le même concept, il rallie Paris à Brest en 2022. En 2023 il parcourt le sud-ouest de la France .

### Chaîne YouTube
Alexis Le Rossignol se met en scène dans des sketchs vidéos sur sa chaîne YouTube depuis 2016, avec notamment une série Roue libre filmée depuis son vélo.
Le 3 janvier 2021, il publie sur sa chaîne YouTube un film réalisé par deux étudiants, Nawel Leffad et Pierre Leibar, consistant en un documentaire à son sujet : Personnage.

### Site de streaming
Le 15 mars 2021, il lance son site de streaming via une vidéo sur sa chaîne YouTube. Il y publie 9 sketchs inédits et propose aux internautes de verser une contribution en échange du visionnage des vidéos.

### Chroniques sur France Inter
Alexis Le Rossignol est chroniqueur humoristique hebdomadaire sur France Inter dans l'émission La Bande originale depuis le 28 août 2018,,.
Durant la première période de confinement de 2020, il continue ses chroniques depuis le domicile deux-sévrien de ses parents.
Conscient de la difficulté d'être cohérent dans son engagement écologique dans une chronique du 4 mai 2021, il invente le terme de flexiécologie, pendant du terme flexitarien en matière de transports.
Il annonce quitter France Inter pendant sa chronique du 25 juin 2024.

### Écrivain
Le 14 janvier 2021, il publie son premier roman aux éditions Plon : Les Voies parallèles. Dans ce récit initiatique, l'auteur relate l'histoire d'Antonin et le récit de son quotidien.

## Distinctions
- 2016 : Prix du jury au Festival Humour en Seine
- 2017 : Prix SACD au Festival d'humour de Paris